# بود-پژتچ
بود-پژتچ (به لهستانی:  Budy-Przetycz) یک روستا در لهستان است که در گمینا دووگوشودوو واقع شده‌است.